# Роботизована коробка передач

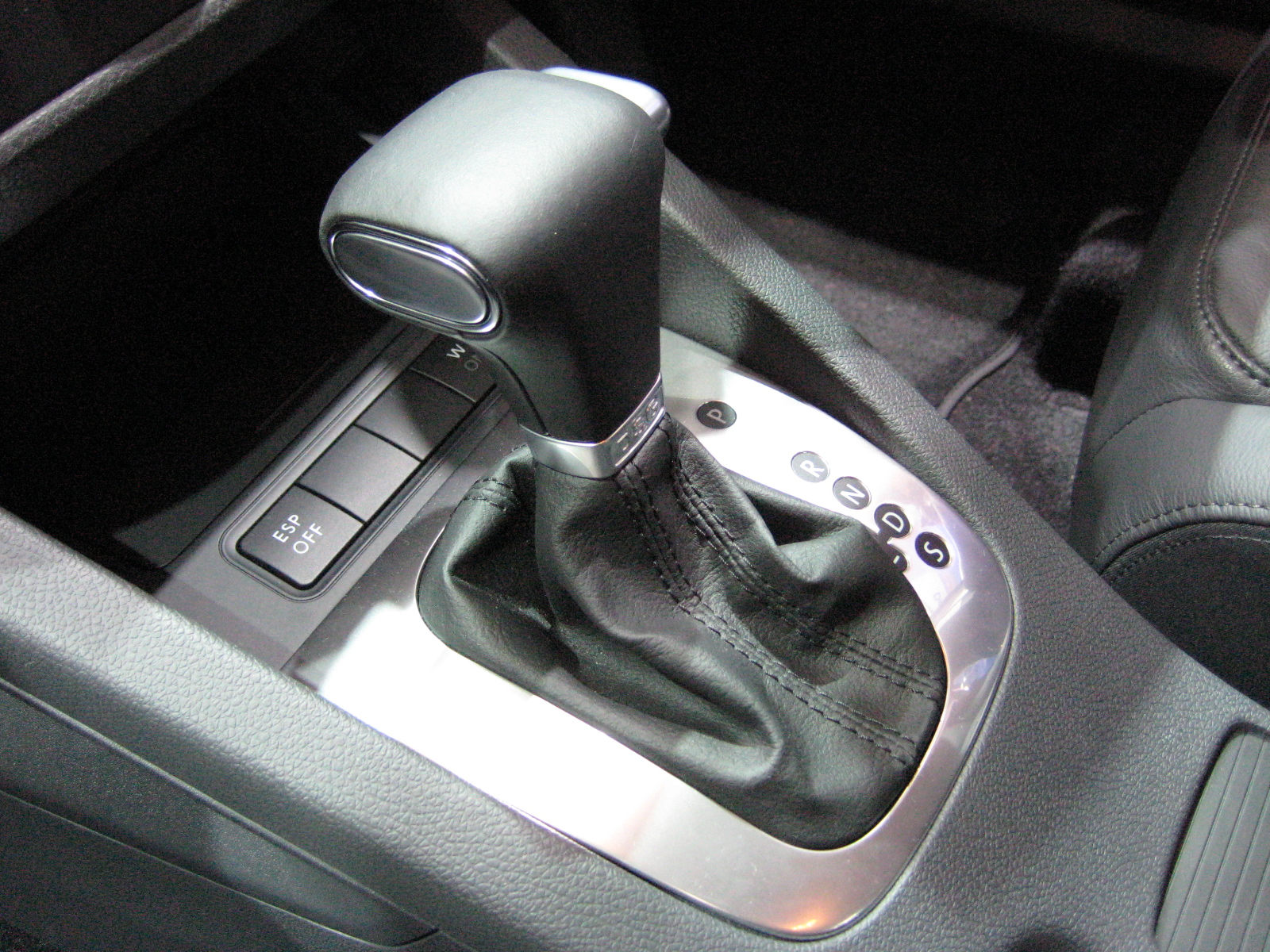
Важіль керування роботизованою коробкою перемикання передач DSG (Volkswagen)

Роботизо́вана коро́бка переда́ч або напівавтомати́чна коро́бка переда́ч (англ. automated manual transmission - AMT; semi-automatic transmission – SAT; у повсякденні — «коробка-робот») — механічна коробка передач (МКП), у якій функції вимкнення/увімкнення муфти зчеплення й перемикання передач є автоматизованими. Іншими словами, функції видачі команд на перемикання передач покладаються на мікропроцесорний блок, що реалізує певний алгоритм керування, а водій та умови руху транспортного засобу формують лише вхідну інформацію для системи керування.
Роботизована коробка передач поєднує у собі зручність автоматичної коробки передач (АКПП) та надійність й паливну економічність МКП. При цьому така коробка передач є дешевшою за класичну АКПП. Практично усі провідні автовиробники оснащують роботизованими коробками передач свої автомобілі від малого до преміум класу.

## Конструктивні особливості

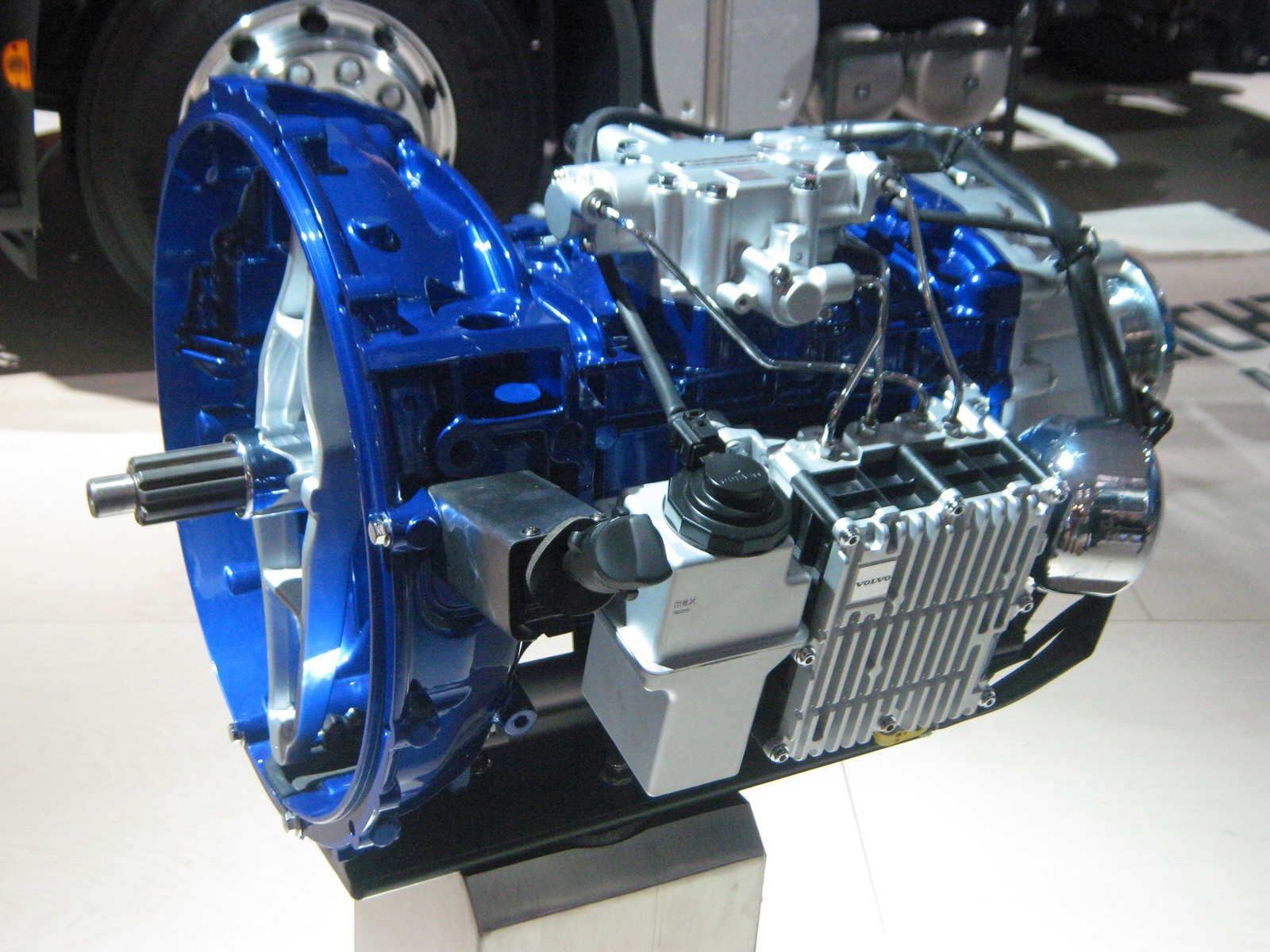
Роботизована коробка передач з гідравлічним приводом перемикання передач (2010)

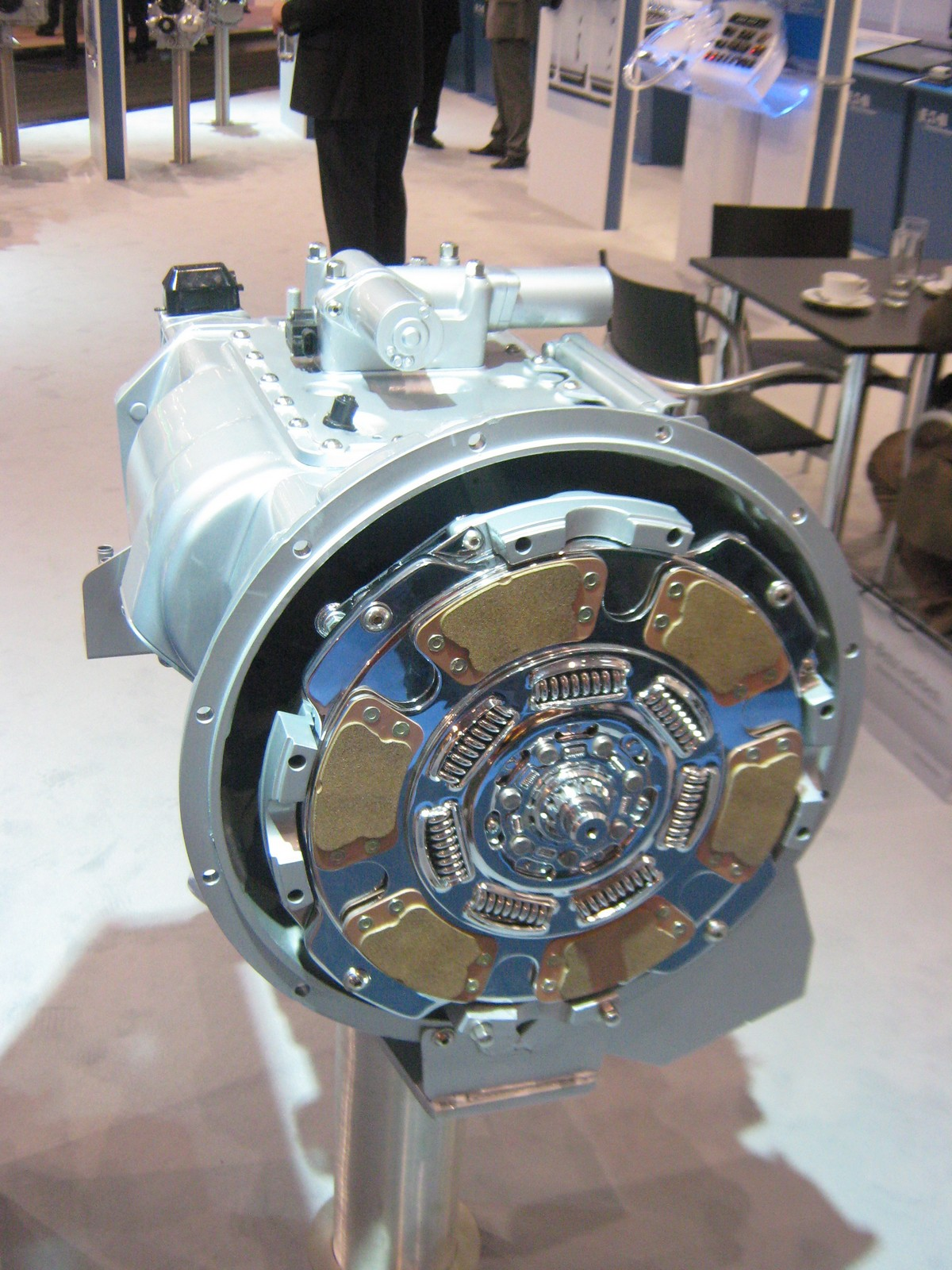
Роботизована коробка передач з електричним приводом перемикання передач (2010)

Роботизовані коробки передач різняться конструктивно, разом з тим можна сформулювати спільну конструктивну ознаку цього агрегату — це механічна коробка перемикання передач, додатково оснащена системою керування муфтою зчеплення та вибором і перемиканням передач.
Керування роботизованою коробкою передач здійснює електронна система, куди входять: давачі, електронний блок керування й виконавчі механізми (електродвигуни та/чи електромагнітні клапани керування роботою гідроциліндрів) перемикання передач та увімкнення/вимкнення муфти зчеплення.
У роботизованих коробках передач зазвичай використовується муфта зчеплення фрикційного типу. Конструктивно це може бути однодискова і багатодискова фрикційна муфта зчеплення. Прогресивним конструктивним вирішенням є так зване подвійне зчеплення, яке забезпечує передавання крутного моменту практично без розривання потоку потужності.
При проєктуванні та виробництві роботизованих коробок передач часто використовуються готові технічні рішення механічних чи автоматичних коробок. Наприклад, автоматизована коробка передач «AMG Speedshift MCT» від Mercedes-Benz створена у 2008-му на базі АКПП 7G-Tronic шляхом заміни гідротрансформатора на фрикційне багатодискове зчеплення. В основі коробки SMG (англ. Sequential Manual Gearbox) від BMW, виробництво якої почалось з 1997 року лежить шестиступенева механічна коробка, додатково оснащена електрогідравлічним приводом зчеплення.
«Коробки-роботи» можуть мати електричний або гідравлічний привід зчеплення. В електричному приводі виконавчими органами є сервомеханізми (електродвигун з механічною передачею). Гідравлічний привод реалізується на основі гідроциліндрів, що приводяться у дію клапанами з електромагнітним керуванням. Такий вид привода часто називають електрогідравлічним. У низці конструкцій «роботів» з електричним приводом («Easytronic» від Opel, «Durashift EST» (абревіатура англ. Electronic Shift Technology — електронне перемикання передач) від Ford) використовується гідромеханічний блок з електроприводом для урухомлення штока головного циліндра привода зчеплення.
Електричний привід має відносно невелику швидкодію у роботі (час перемикання передач 0,3…0,5 с) зате характеризується меншим енергоспоживанням. Гідравлічний привод потребує постійного підтримання тиску у системі, а значить, і більших затрат енергії. Зате він є швидкодійнішим. Деякі роботизовані коробки передач з гідравлічним приводом на спортивних автомобілях мають дуже короткий час перемикання передач: Ferrari 599GTO — 0,06c, Lamborghini Aventador — 0,05c.
Згадані особливості якраз і визначають переважне застосування роботизованих коробок передач з електричним приводом на бюджетних автомобілях. Електричним приводом оснащуються такі конструкції коробок передач: «Allshift» (Mitsubishi), «Dualogic» (Fiat), «Durashift EST» (Ford), «Easytronic» (Opel), «MultiMode» (Toyota), «SensoDrive» (Citroën), «2-Tronic» (Peugeot), EDC (англ. Efficient Dual Clutch, Renault).
Гідравлічним приводом переважно оснащуються дорожчі моделі, серед яких відомі конструкції: ISR (англ. Independent Shifting Rods; Lamborghini), «Quickshift» (Renault), «R-Tronic» (Audi), «Selespeed» (Alfa Romeo), SMG (BMW).

## Принцип роботи
Вхідні давачі отримують основні дані про роботу коробки передач: частоту обертання на вході і виході, положення вилок увімкнення передач, положення селектора, а також тиск і температуру оливи (для гідравлічного привода) та передають їх значення у блок керування.
На основі сигналів давачів електронний блок керування формує керувальні впливи на виконавчі механізми згідно із закладеним алгоритмом у програмі. При роботі електронний блок також взаємодіє із системою керування двигуном, системою ABS (ESP). В роботизованих коробках з гідроприводом у систему керування додатково включений гідравлічний блок керування, який забезпечує безпосереднє керування роботою гідроциліндрів й тиском у системі.
Працювати роботизована коробка передач може у двох режимах: автоматичному та напівавтоматичному. В автоматичному режимі електронний блок керування на основі сигналів вхідних давачів реалізує визначений алгоритм керування коробкою передач за допомогою виконавчих приводів.
У напівавтоматичному (ручному) режимі відбувається послідовне перемикання передач з нижчої вищу і навпаки за допомогою важеля селектора та/або підкермових пелюсток. Тому у деяких джерелах така роботизована коробка перемикання передач ще має назву секвентальної (від лат. sequensum — послідовність).

## Коробка передач із подвійним зчепленням

Преселективна коробка передач:
M: Двигун
A: Первинна передача
B: Подвійне зчеплення
C: Вал
D: Вторинний вал парних передач
E: Вторинний вал непарних передач
F: Передавання крутного моменту

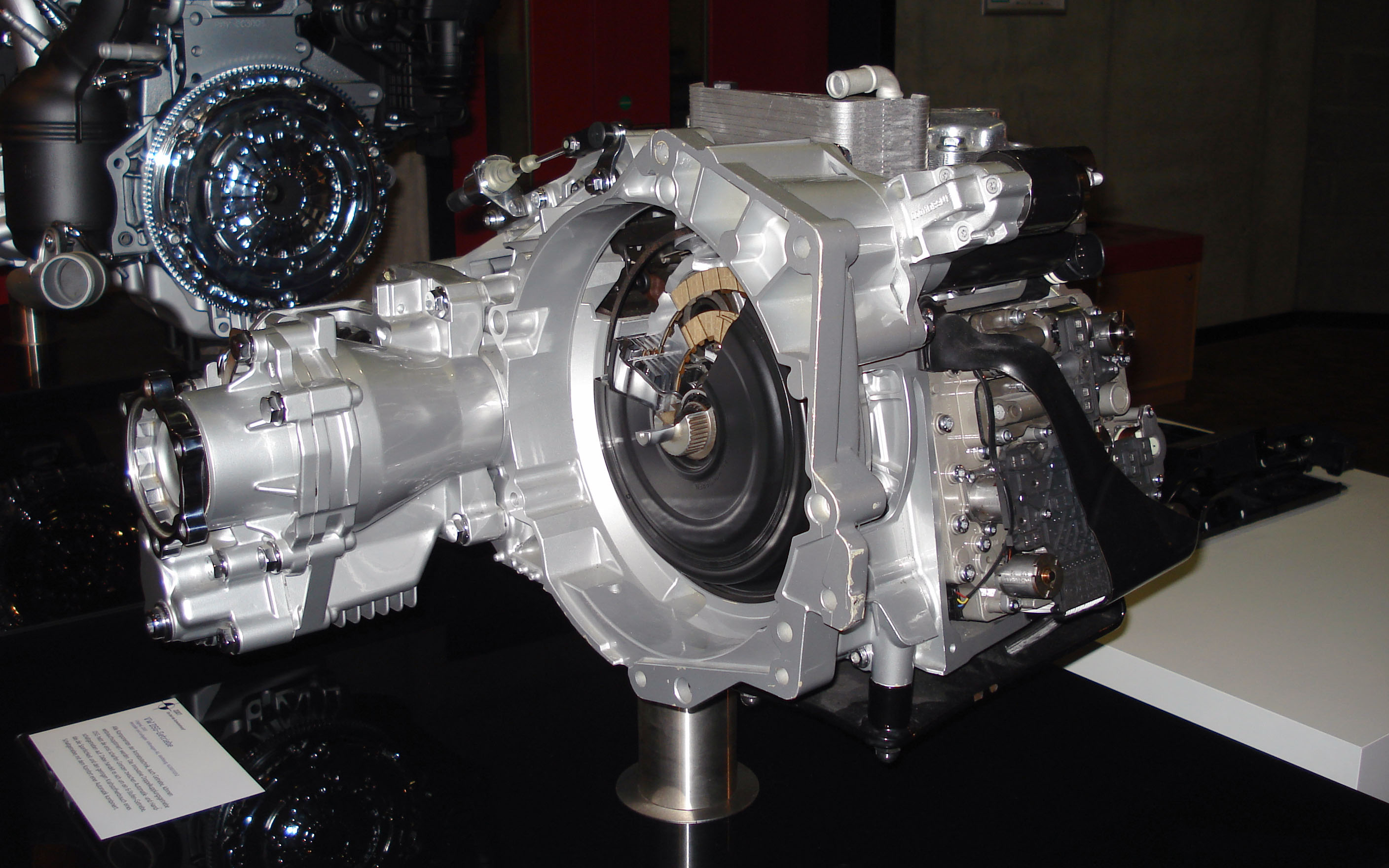
Детальний (з місцевим вирізом) вигляд преселективної коробки передач Volkswagen DSG-6

Основним недоліком роботизованої коробки передач першого покоління є порівняно великий час перемикання передач, що приводить до ривків і провалів у динаміці автомобіля і, відповідно, знижує комфортність керування транспортним засобом. Вирішення згаданої проблеми було зроблене із застосуванням коробки передач з двома муфтами зчеплення (подвійним зчепленням).
Ідею об'єднати в одному корпусі дві механічні коробки передач, одну для парних швидкостей, а другу для непарних, й оснастити кожну своєю муфтою зчеплення, запропонував ще 1935 року винахідник Адольф Кегресс (фр. Adolphe Kégresse; 1879—1943). Піонерами масового застосування коробки передач з двома зчепленнями (по суті — другого покоління роботизованої коробки передач) стали Volkswagen та Audi, котрі почали встановлювати роботизовану коробку передач DSG та S-Tronic, що мали подвійне зчеплення, на свої автомобілі з 2003 року. Коробка S-Tronic є аналогом коробки DSG, але на відміну від неї встановлюється паралельно до осі на задньо- і передньоприводні авто.
Подвійне зчеплення дозволяє при увімкненій передачі обрати наступну передачу і за необхідності увімкнути її без перерви у роботі коробки передач. Тому іншою назвою роботизованої коробки передач з двома зчепленнями ще є — преселективна коробка передач (від англ. preselect — попередньо обрати). Швидкість перемикання передач при цьому суттєво зростає і залежить лише від швидкості перемикання муфт (DSG від Volkswagen — 0,2 c, M DCT Drivelogic від BMW — 0,1 c). На автоматизованій коробці DCT M Drivelogic у системі керування реалізується функція Drivelogic, що передбачає одинадцять програм перемикання передач і забезпечує адаптування зміни передач під стиль водіння.
Коробка з подвійним зчепленням вирізняється компактністю, що робить цю конструкцію актуальною для малолітражних автомобілів. Поряд з цим, слід відзначити підвищене енергоспоживання коробки (особливо з «мокрим» зчепленням). Однак порівняно висока швидкість перемикання передач дозволяє добитись хорошої динаміки розгону автомобіля та економії пального при цьому.
Подвійне зчеплення знайшло застосування у багатьох роботизованих коробках передач: «M DCT Drivelogic» (англ. M Double-Clutch Transmission with Drivelogic; BMW), DSG (англ. Direct-Shift Gearbox; Volkswagen); PDK (нім. Porsche Doppelkupplungs Getriebe; Porsche), «Powershift» (Ford, Volvo), «Speedshift DCT» (Mercedes-Benz), «S-Tronic» (Audi), TCT (Alfa Romeo), «Twin Clutch SST» (Mitsubishi).
Усі згадані вище роботизовані коробки передач із подвійним зчепленням використовують гідравлічний привод зчеплення й перемикання передач. Електричний привод використовується у конструкції EDC (англ. Efficient Dual Clutch) від Renault (час перемикання передач становить 0,29 с).